# Relation entre les Noirs et les Juifs aux États-Unis
La relation entre les Noirs et les Juifs aux États-Unis, mêlant coopération et conflits a été l'objet d'études universitaires depuis les années 1970,,. L'aspect le plus important de cette relation est la coopération qui exista entre les deux groupes au sein du Mouvement des droits civiques visant à la fin de la ségrégation raciale. Mais des conflits et controverses portant sur des sujets tels que le Black Power, le sionisme, l'affirmative action et le rôle des Juifs dans la traite des Noirs ont aussi marqué les rapports entre ces deux groupes.

## Début duXXesiècle
Marcus Garvey (1887–1940), un leader politique noir d'origine jamaïcaine fut l'un des pères fondateurs du panafricanisme et dirigea la Universal Negro Improvement Association and African Communities League visant à l'amélioration du sort des Noirs et au retour des Afro-Américains en Afrique. Ces positions conduisirent de nombreux Juifs américains à le comparer aux leaders du sionisme. Un des exemples illustrant ce parallèle est la volonté de Garvey que l'ancienne colonie d'Afrique orientale allemande soit octroyée aux Noirs à l'occasion de la conférence de la paix de Paris (1919). Il est à noter cependant que Garvey, dans les colonnes de son journal, le Negro World critiquait régulièrement les Juifs, les accusant de vouloir nuire à la population noire de l'Amérique.
La médiatisation du lynchage de Leo Frank, un Juif de Géorgie en 1915 par des émeutiers sudistes contribua à rendre les Juifs plus sensibles au sort des Noirs dans le Sud et à la similarité entre leurs situations, créant un sentiment de solidarité entre ces deux populations, mais le procès eut aussi pour conséquence de dresser les Juifs contre les Noirs, les avocats défendant Frank ayant pointé l'implication dans l'affaire d'un gardien noir, Jim Conley qualifié de « nègre sale, dégoûtant, noir, ivrogne et menteur » (« dirty, filthy, black, drunken, lying, nigger »).
On note dans les publications juives américaines du début du XXe siècle une sensibilité particulière face à la violence exercée contre les Noirs. Elle est souvent comparée aux pogroms exercés contre les Juifs en Europe de l'Est. Le rejet de ces actes est motivé par des principes de justice et le désir d'abolir le racisme institutionnel dans ce pays. Durant les premières décennies du XXe siècle, les leaders de la communauté juive usèrent de leur influence et de leur pouvoir économique, appuyant les œuvres philanthropiques en direction de la population noire et exerçant un lobbying pour que soit garantie l'égalité des droits. L'historienne Hasia Diner (en) souligne « qu'ils firent en sorte que leurs actions soient bien relayées dans les médias » (« they made sure that their actions were well publicized »), ceci dans le cadre d'une stratégie visant à asseoir l'influence politique croissante des Juifs. Julius Rosenwald, un philanthrope juif, consacra une large part de sa fortune au financement de l'éducation des noirs du Sud. Les Juifs jouèrent un rôle majeur dans la fondation de la National Association for the Advancement of Colored People, une association qui joua un rôle historique dans la lutte pour l'égalité des droits des Afro-Américains. Parmi les Juifs qui en ont été membres, Joel Elias Spingarn (en), son premier président, Arthur B. Spingarn (en), Henry Moskowitz (en), et plus récemment Jack Greenberg (en).

## Relations économiques
Après la guerre de Sécession, des commerçants et des propriétaires juifs entrèrent en relation commerciale avec des clients et des locataires noirs, répondant ainsi souvent à une demande non traitée par les autres entrepreneurs blancs. Cela fut le cas aussi bien dans les villes du Nord telles New York que dans la plupart des régions du Sud. Les commerçants juifs avaient tendance à être plus courtois avec la clientèle noire, les traitant avec plus d'égards que leurs concurrents. Ainsi, les Noirs avaient souvent plus de contacts avec les Juifs qu'avec les autres Blancs.
En 1903, l'historien noir W. E. B. Du Bois indiquait que les Juifs étaient dans le Sud les successeurs des magnats esclavagistes : « Le Juif est l'héritier du magnat esclavagiste à Dougherty [Géorgie] ; et quand l'on va vers l'ouest, s'étendent à perte de vue champs de maïs et vergers luxuriants de pêches et de poires, on voit de tous côtés, à l'intérieur du périmètre de la forêt sombre une terre de Canaan. Çà et là, des contes de projets lucratifs, nés durant la période mouvante de la Reconstruction, sociétés de "rénovation", négociants en vin, minoteries et usines ; presque tous échouèrent, et le Juif en hérita ».
Le romancier noir James Baldwin (1924–1987), qui a grandi à Harlem, a exprimé une opinion des Juifs représentative de celle de nombreux Noirs d'Harlem de cette époque : « [...] à Harlem [...] nos [...] propriétaires étaient des Juifs, et nous les détestions. Nous les détestions car ils étaient de mauvais propriétaires et ne prenaient pas soin des immeubles. Le propriétaire de l'épicerie était un Juif [...] Le boucher était un Juif et, oui, nous payions certainement plus pour de mauvais morceaux de viande que d'autres citoyens new-yorkais, et très souvent, nous rapportions des insultes à la maisons en même temps que notre viande [...] et le préteur sur gage était un Juif, peut être celui que nous détestions le plus,.
Martin Luther King a souligné que l'un des aspects permettant d'expliquer l'antisémitisme noir est lié à la relation propriétaire-locataire : « Quand nous travaillions à Chicago, nous avons mené de nombreuses grèves de loyer dans le West Side, et il est malheureusement vrai que, dans la plupart des cas, les personnes contre qui nous avions à mener ces grèves étaient des propriétaires juifs [...] Nous vivions dans un appartement insalubre, appartenant à un Juif, comme bien d'autres, et nous avons dû entrer en grève de loyer. Nous payions 94 $ pour quatre chambres délabrées et décrépites, et [...] nous découvrîmes que les Blancs [...] payaient seulement 78 $ par mois. Nous payions une taxe de 20 pour cent. Le Noir finit ainsi par payer une taxe de couleur, et cela est survenu dans des situations où les Noirs affrontaient des Juifs en tant que propriétaires et commerçants. Les affirmations irrationnelles qui ont été faites sont le résultat de ces confrontations ».

## Industrie du spectacle

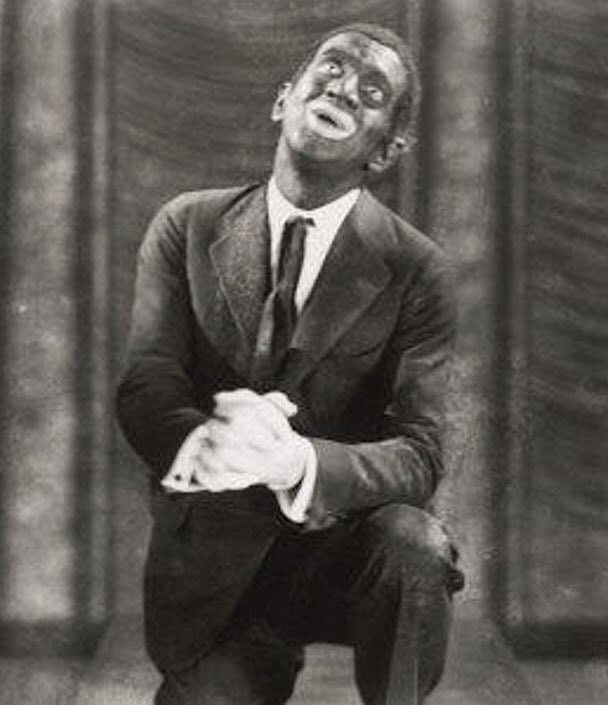
Al Jolson grimé en Noir dans Le Chanteur de jazz (1927).

Les producteurs juifs produisirent de nombreuses œuvres traitant de la thématique afro-américaine pour l'industrie du cinéma, Broadway et l'industrie musicale. Beaucoup de ces représentations des Noirs étaient bienveillantes, mais l'historien Michael Rogin pointe le fait que certaines de ces représentations pouvaient relever de l'exploitation.
Rogin traite aussi des situations lors desquelles des acteurs juifs tels Al Jolson interprétaient des personnages noirs en se grimant selon la technique du blackface. Rogin indique que de telles représentations n'étaient pas la manifestation d'un racisme ouvert, mais simplement un reflet des usages de cette époque, les Noirs ne pouvant en ce temps tenir des rôles principaux : « Les blackface des Juifs ne dénotaient pas un racisme juif distinctif, pas plus qu'elle ne produisirent un antisémitisme noir distinctif ».
L'historien Jeffrey Melnick souligne que des artistes juifs tels Irving Berlin et George Gershwin (compositeur de Porgy and Bess, un opéra traitant de la vie des Noirs) suscitèrent le mythe selon lequel ils étaient les interprètes idoines de la culture noire « poussant ainsi de côté les « véritables » Noirs américains dans l'intervalle ». À contre-courant de l'opinion des musiciens noirs et des critiques selon lesquels les Juifs dans l'industrie musicale jouèrent un rôle pionnier pour l'adoption de la musique noire par le grand public, Melnick déclare que « bien que les Juifs comme les Africains-Américains aient nourri le discours sur l'affinité musicale, les fruits de ce travail revenaient exclusivement à ces derniers »,

## Mouvement des droits civiques
La coopération entre organisations juives et afro-américaines a culminé dans la période d'après-guerre, au point que l'on parle à ce propos d'âge d'or des relations judéo-afroaméricaines. À cette époque, les dirigeants des deux groupes ont uni leurs forces dans la lutte pour les droits civiques, mouvement visant à instaurer une véritable égalité entre personnes de toutes origines aux États-Unis. Les Juifs ont fondé et dirigé plusieurs des organisations qui se sont illustrés dans ce combat. Le point d'orgue de cette coopération est survenu lorsque le Civil Rights Act de 1964 a rendu illégale toute discrimination religieuse ou raciale à l'école ou dans les lieux publics et que le Voting Rights Act adopté en 1965 a mis fin aux limites touchant le vote des Noirs.
Cet engouement des Juifs pour la cause noire s'explique à la fois par la résonance spécifique que l'esclavage a dans la culture juive ainsi que par l'intérêt propre que les Juifs avaient à voir le sort des Noirs s'améliorer. Selon les termes de l'historien Greenberg, « Il est significatif que [...] un nombre disproportionné d'activistes blanc du mouvement des droits civiques aient aussi été Juifs. Les associations juives s'impliquèrent aux côtés de leurs homologues africaines-américaines d'une manière bien plus profonde et engagée que ce que firent d'autres organisations blanches principalement parce que leurs membres, leur interprétation des valeurs juives et l'intérêt personnel des Juifs les poussaient en ce sens ».
L'implication des Juifs dans le mouvement des droits civiques était souvent corrélée avec la branche du judaïsme à laquelle ils s'identifiaient : les Juifs réformés y participaient plus fréquemment que les Juifs orthodoxes. De nombreux juifs réformés ont été guidés par les valeurs trouvant écho dans la plate-forme de Pittsburgh de 1885 qui les exhortait à "participer à la grande œuvre des temps modernes, résoudre, sur la base de la justice et de la vertu, les problèmes constitués par les inégalités et les fléaux présents dans l'organisation sociale actuelle." 
Les figures religieuses tels que les rabbins et les pateurs baptistes des églises noires ont souvent joué un rôle déterminant dans le mouvement des droits civiques, notamment Abraham Joshua Heschel, qui a défilé avec Martin Luther King lors des manifestations de Selma à Montgomery . Seize dirigeants juifs ont été arrêtés après avoir répondu à l'appel à manifester de Martin Luther King à Saint Augustine en Floride, en juin 1964. Cela a représenté la plus importante arrestation de rabbins de l'histoire américaine. À ce sujet, Marc Schneier (en), président de la Foundation for Ethnic Understanding a écrit en 1999, Shared Dreams: Martin Luther King Jr. and the Jewish Community, retraçant la relation historique entre les Afro-Américains et les Juifs américains afin d'encourager un retour à des liens étroits après des années d'animosité ayant atteint leur summum lors des émeutes de Crown Heights à Brooklyn.

### Meurtre de militants juifs des droits civiques

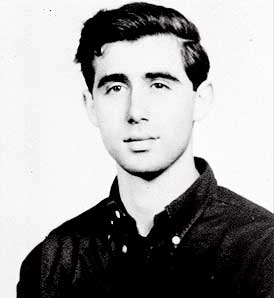
Andrew Goodman

Durant l'été 1964, appelé le Freedom Summer, de nombreux juifs du Nord et de l'Ouest américain se rendent dans le Sud pour participer à un effort coordonné d'inscription des électeurs. Deux militants juifs, Andrew Goodman et Michael Schwerner, et un militant noir, James Chaney, sont assassinés par le Ku Klux Klan près de Philadelphie (Mississippi), à la suite de leur participation. Leur mort, considérée par certains comme un martyre, renforce temporairement les relations entre Noirs et Juifs.

« Comment pourrait-il y avoir antisémitisme chez les Noirs alors que nos amis juifs ont démontré leur attachement au principe de tolérance et de fraternité, non seulement sous forme de donations substantielles, mais aussi de nombreuses autres manières concrètes et souvent au prix de grands sacrifices personnels. Pourrons-nous jamais exprimer notre reconnaissance aux rabbins qui ont choisi de témoigner à Saint Augustine lors de notre récente manifestation contre la ségrégation dans cette triste ville? Dois-je rappeler à quiconque les terribles coups portés au rabbin Arthur Lelyveld de Cleveland lorsqu'il a rejoint les défenseurs des droits civils à Hattiesburg dans le Mississippi? Et qui peut oublier le sacrifice de deux vies juives, Andrew Goodman et Michael Schwerner, dans les marais du Mississippi? Il serait impossible d'énumérer les contributions que le peuple juif a effectué en faveur de la lutte des Noirs pour l'émancipation - elles ont été si importantes. »

— Martin Luther King, 1965, The Essential Writings

### Interrogations sur«l'âge d'or»
Certaines études récentes suggèrent que « l'âge d'or » (1955-1966) des relations entre Noirs et Juifs n'était pas si idéal qu'il est souvent décrit.
Le philosophe et activiste Cornel West affirme qu'il n'y a pas eu d'âge d'or dans lequel « les Noirs et les Juifs n'ont pas eu entre-eux de tensions et de frictions ». West déclare que cette période de coopération entre Juifs et Noirs est souvent minimisée par les Noirs et romancée par les Juifs : « Elle est minimisée par les Noirs parce qu'ils se concentrent sur l'ascension étonnamment rapide de la plupart des Juifs dans la classe moyenne et la classe moyenne supérieure, une entrée qui a engendré ... le ressentiment d'une classe noire en voie de paupérisation. Les Juifs, d’autre part, ont tendance à romancer cette période parce que leur statut actuel dans la classe moyenne et dans les classes supérieures entre en contradiction avec l'image qu'ils se font d'eux, se considérant comme des progressistes se situant du côté des opprimés ».
L’historienne Melanie Kaye/Kantrowitz (en) souligne que seuls quelques centaines de Juifs non originaires du Sud se sont rendus dans les États du Sud pour soutenir les Noirs et que leurs « relations était souvent déconnectée, périodiquement antagoniste, les deux parties ne réussissant pas à comprendre le point de vue de l'autre. »
Le politologue Andrew Hacker écrit : « il est assez révélateur que les Blancs qui ont voyagé dans le sud en 1964 parlaient de ce séjour comme « leur été au Mississippi ». C'est comme si tous les efforts déployés par les Noirs locaux pour l'inscription des électeurs et la déségrégation des équipements publics n'existaient pas avant l'arrivée de l'aide blanche... Bien entendu, cela a été fait avec des intentions bienveillantes, comme pour dire «nous sommes venus en réponse à vos appels à l'aide». Le problème était... le ton condescendant... Pour les Juifs libéraux, le principal souvenir de cet été a été les décès de Andrew Goodman et de Michael Schwerner et, presque après coup, celui de James Chaney. En effet, le nom de Chaney a tendance à être mentionné en dernier lieu, comme si la vie perdue ne valait que trois cinquièmes des autres. »

### Les Juifs du Sud dans le mouvement des droits civiques
La grande majorité des activistes Juifs américains qui ont lutté pour les droits civiques venaient du Nord et de l'Ouest. Les Juifs des États du sud n'ont pour ainsi dire pas participé au mouvement,. Cette absence de participation était déconcertante pour certains Juifs du Nord, en raison de « l'incapacité des dirigeants juifs du Nord à voir que les Juifs, avant la bataille pour la déségrégation, n'étaient généralement pas des victimes dans le Sud et que dans le système de castes raciales en vigueur dans le Sud, situait les Juifs favorablement dans la vision des choses sudiste, ou les « blanchissait » ». Cependant, certains Juifs du Sud ont participé à des activités de défense des droits civils.

## Black power
À partir de 1966, la collaboration entre Juifs et Noirs tend à s'effacer. Les Juifs opèrent une transition vers la classe moyenne et la bourgeoisie et se distancient de ce fait des Noirs. Dans le même temps, de nombreux leaders noirs, dont ceux du Black Power deviennent plus insistants dans leurs demandes pour une plus grande égalité, critiquant souvent des Juifs parmi d'autres cibles blanches.
En 1966, la Student Nonviolent Coordinating Committee (SNCC) vote l'exclusion des Blancs au sein de sa direction, ce qui a pour conséquence le départ d'un certain nombre de dirigeants juifs de l'association,.
L'intellectuel afro-américain Harold W. Cruse critique dans The Crisis of the Negro Intellectual paru en 1967 l'activisme des Juifs. Il leur reproche d'étouffer l'émergence d'une « conscience ethnique afro-américaine » précisément en raison de leur trop forte identification avec la cause des Noirs. Pour cet auteur, ainsi que pour d'autres activistes noirs, le rôle de médiateurs des Juifs américain entre les Noirs et la société blanche est « porteur de danger pour toutes les parties concernées » et les Noirs doivent eux-mêmes mettre fin à cette situation.

## Hébreux noirs
Les Hébreux noirs sont un ensemble de groupes d'origine afro-américaine, apparus au XIXe siècle et XXe siècle, affirmant être les descendants des tribus d'Israël et donc de former le peuple élu choisi par Dieu. Les Hébreux noirs adhèrent, à des degrés divers, aux us et coutumes du judaïsme traditionnel. Leur judéité n'est généralement pas reconnue par les tenants du judaïsme rabbinique. Par ailleurs, nombreux sont les Hébreux noirs qui considèrent être les seuls véritables descendants des anciens Israélites, niant donc la judéité des autres groupes se réclamant de cet héritage. Certains groupes s'auto-désignent comme Israélites hébreux, d'autre comme des Hébreux noirs ou simplement comme Juifs,,.
Elijah Muhammad, le fondateur de Nation of Islam soulignait que les Noirs, et non les Blancs ou les Juifs européanisés, formaient le peuple élu. L'actuel dirigeant de cette association, Louis Farrakhan, rejette l'idée que les Juifs sont le peuple élu. Il affirme au contraire que ce statut revient aux Afro-américains. Dans un discours datant de 1985, il formule ainsi cette opinion : « J'ai un problème avec les Juifs [...] parce que je déclare à l'humanité qu'ils ne sont pas le peuple choisi par Dieu. [...] Vous, peuple noir d'Amérique et de l'hémisphère occidental [l'êtes] ».

## Politique de discrimination positive
De nombreux Noirs soutiennent la politique d'affirmative action mise en place à partir des années 1960 pour combler le fossé entre le niveau socio-économique des Noirs et des Blancs aux États-Unis tandis que nombre de Juifs désiraient s'en tenir à des principes méritocratiques. Cette différence de vues est l'un des facteurs expliquant la détérioration des relations entre les deux communautés dans les années 1970,,. Ce conflit naissant entre les deux communautés s'explique aussi par l'incapacité du mouvement des droits civiques à réaliser l'idéal de l'égalité des noirs ce qui a pour conséquence une recrudescence de l'engagement militant au sein de la population noire, ceci provoquant en retour une montée de l'anxiété et du ressentiment au sein de la population juive.
Une étude des actions en justice relatives à l'affirmative action indique que les organisations juives s'opposaient généralement aux programmes de discrimination positive. L'un des exemples les plus connus de cet antagonisme est l'affaire Regents of the University of California v. Bakke (en) survenue en 1978, dans laquelle organisations juives et noires soutinrent des camps opposés.

## Antisémitisme noir
Certains leaders de la communauté afro-américaine ont tenu en public des propos antisémites reflétant plus largement l'existence de ce type de sentiments au sein d'une partie de la communauté noire. Ces propos concernaient l'hyper-agressivité supposée des Juifs, leur allégeance à Israël plutôt qu'aux États-Unis, leur participation à la traite esclavagiste, leur domination économique oppressive. Certains analystes estiment que cet antisémitisme noir est la conséquence d'un sentiment de jalousie et de rancune à l'égard d'une communauté autrefois défavorisée qui a réussi son ascension sociale.
L'activiste noir Sufi Abdul Hamid (en) fut dans les années 1930 accusé d'antisémitisme. Cette personnalité assez fantasque mena en 1935 des boycotts contre des commerces de Harlem dont les propriétaires étaient souvent juifs, les accusant de discrimination à l'égard des Noirs.
La confrontation entre Juifs et Noirs augmenta d'intensité dans les années 1980 à la suite des propos antisémites de Jesse Jackson, alors candidat à l'élection présidentielle, en 1984, et à ceux de l'ancien ambassadeur aux Nations unies Andrew Young,,.
Durant les émeutes de Crown Heights En 1991, à Brooklyn l'antisémitisme noir se traduit par le lynchage de Yankel Rosenbaum, un Juif orthodoxe du quartier. Le conducteur et garde du corps d'un rabbin reconnu, grillant un feu rouge, écrase un enfant jamaïcain de 7 ans qui finira dans le mur. Les ambulances mettent du temps a venir et l'enfant meurt. D'où la colère des Jamaïcains du quartier. Le comportement du chauffeur du rabbin, puis les ambulances dont une communautaire juive embrase le quartier s'ensuit des émeutes. Un conflit communautaire pas aussi simple qu'une affaire d'antisémitisme. [style à revoir]
Dans les années 1990, un nombre important d'incidents antisémites trouvent leur origine dans les campus universitaires, sous le prétexte de la prétendue domination juive dans la traite esclavagiste. Le professeur Leonard Jeffries (en) du City College of New York joue un rôle important dans la diffusion de cette thèse.

### Nation of Islam

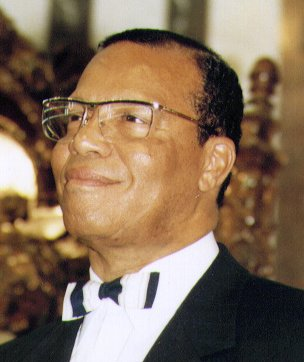
Louis Farrakhan, le leader de la Nation of Islam a tenu plusieurs propos considérés comme étant antisémites par l'Anti-Defamation League

Nation of Islam, une organisation afro-américaine a été accusée à plusieurs reprises de propager un discours antisémite. Le fondateur de ce groupe, Elijah Muhammad incluait les Juifs dans ses attaques contre les Blancs accusés d'avoir eu une attitude raciste envers les Noirs, cependant il ne les considérait pas comme ayant eu un parti-pris plus négrophobe que l'ensemble des Blancs.
En revanche, d'autres responsables de Nation of Islam ont tenu des propos plus explicitement antisémites. Ainsi le porte-parole de l'organisation Khalid Abdul Muhammad a qualifié les Juifs de « suceurs de sang » dans l'un de ses discours en 1993. L'actuel président du groupe, Louis Farrakhan, a tenu un certain nombre de propos que l'Anti-Defamation League et d'autres organisations tiennent pour antisémites. Il a ainsi qualifié certains juifs de pratiquer une « religion sale » tandis qu'il indiquait que Hitler était un « très grand homme » dans le sens où il était considéré comme une grand figure ce qui n'occulte pas ses ignobles crimes,. Farrakhan a cependant souligné qu'ils considérait que ces propos n'étaient pas de nature antisémite,,.

## Rôle des Juifs dans la traite négrière
Pendant les années 1990 les tensions entre Noirs et Juifs aux États-Unis se sont cristallisées autour d'accusations d'antisémitisme faites contre des études traitant de l'implication des Juifs dans la traite atlantique et leur supposée sur-représentation dans le commerce triangulaire. Le professeur Leonard Jeffries a ainsi déclaré lors d'une intervention en 1991 que les « Juifs riches » avaient financé la traite des Noirs, mentionnant le rôle des Juifs dans divers centre de la traite, à Rhode Island, au Brésil, à Curaçao ou encore Amsterdam. Ses déclarations ont suscité la réprobation et de nombreux appels à sa démission.
Dans sa déclaration, Jeffries avait cité comme source The Secret Relationship Between Blacks and Jews (1991), un ouvrage édité par la Nation of Islam/ref>. La thèse de cet ouvrage est que les Juifs ont joué un rôle majeur dans la traite des Noirs, ce livre a suscité une importante controverse. Plusieurs travaux scientifiques ce sont attachés à en réfuter le contenu. Plusieurs chercheurs reconnus dans le domaine de la traite atlantique dont David Brion Davis ont conclu que les Juifs n'avaient pas eu de rôle déterminant dans l'histoire de la traite transatlantique. La plupart possédaient moins d'esclaves que les non juifs dans les colonies britanniques d'Amérique du Nord et des Caraïbes. À part au Brésil, au Suriname et à Curaçao, ils ne jouaient pas un rôle important dans la finance ou l'armement du commerce triangulaire,,.
Tony Martin du Wellesley College a inclus The Secret Relationship between Blacks and Jews dans la liste de lecture destinée à ses étudiants, ce qui a provoqué contre lui des accusations d'antisémitisme en 1993,,.
Henry Louis Gates de l'université Harvard déclare que ce livre constituait une bible du nouvel antisémitisme et que le livre « dénature massivement les sources historiques, principalement par une sélection biaisée de citations provenant souvent de sources respectables ».